# دهستان بیابانک
دهستان بیابانک نام دهستانی در بخش مرکزی شهرستان خور و بیابانک در استان اصفهان ایران است. براساس سرشماری مرکز آمار ایران در سال ۱۳۸۵، جمعیت آن ۴۷۱۰ نفر (۱۲۱۹ خانوار) بوده‌است.
فرخی شهری واقع در این دهستان می باشد.